# Ophiosemnotes paucispina
Ophiosemnotes paucispina är en ormstjärneart som först beskrevs av Hubert Lyman Clark 1911.  Ophiosemnotes paucispina ingår i släktet Ophiosemnotes och familjen knotterormstjärnor. Inga underarter finns listade i Catalogue of Life.